# Saint-Vaast-en-Cambrésis
Saint-Vaast-en-Cambrésis is een gemeente in het Franse Noorderdepartement (Frans: département du Nord) (regio Hauts-de-France). De plaats maakt deel uit van het arrondissement Cambrai. De gemeente telde 855 inwoners op 1 januari 2022.

## Geografie
De oppervlakte van Saint-Vaast-en-Cambrésis bedroeg op 1 januari 2022 4,42 vierkante kilometer; de bevolkingsdichtheid was toen 193,4 inwoners per km².

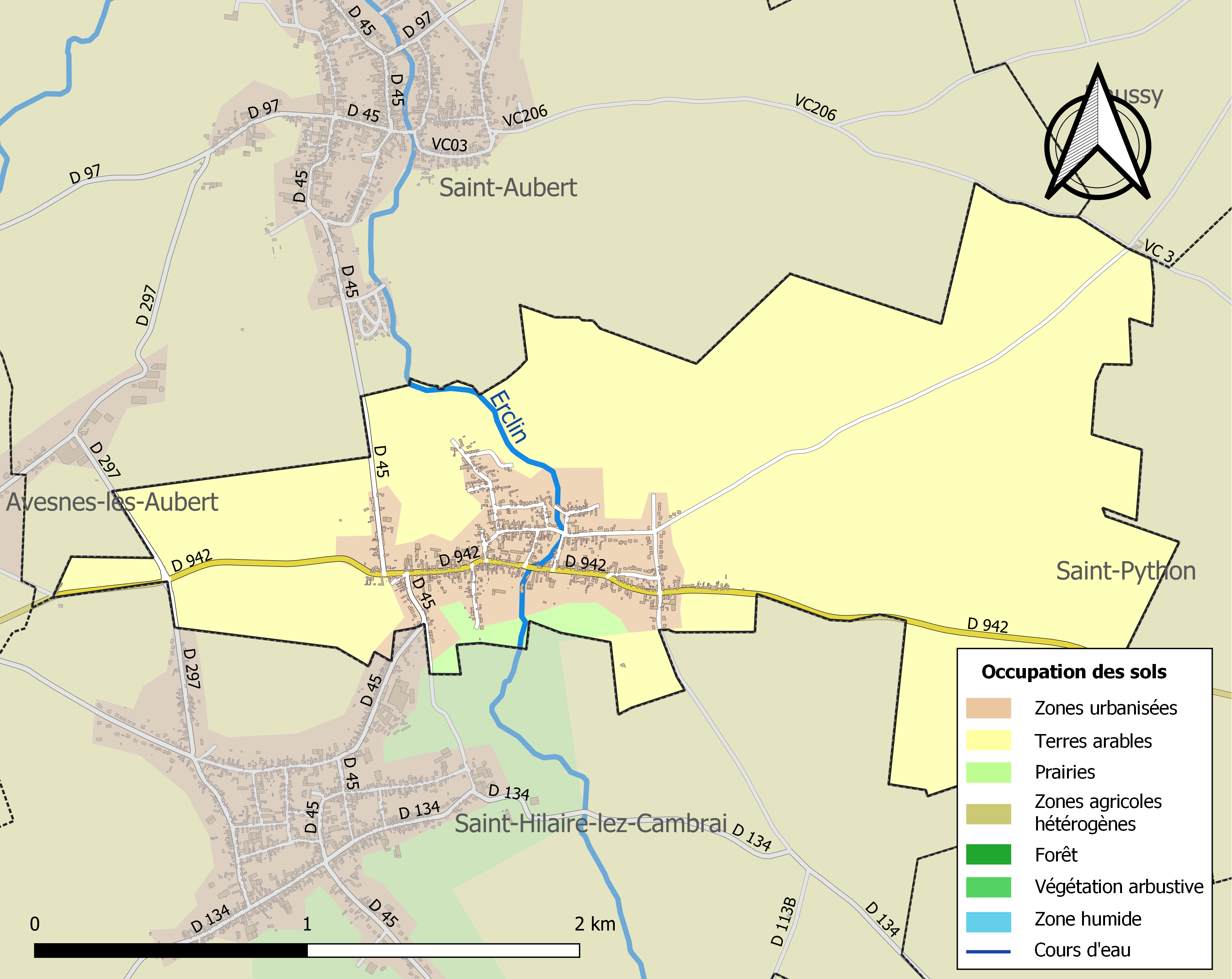
Kaart van de gemeente met belangrijkste infrastructuur, bodemgebruik en omliggende gemeenten

## Demografie
Onderstaande figuur toont het verloop van het inwonertal (bron: INSEE-tellingen).

## Bezienswaardigheden
- Moulin de Saint-Vaast-en-Cambrésis, een oliemolen uit 1857.